# Frontières de la Suisse

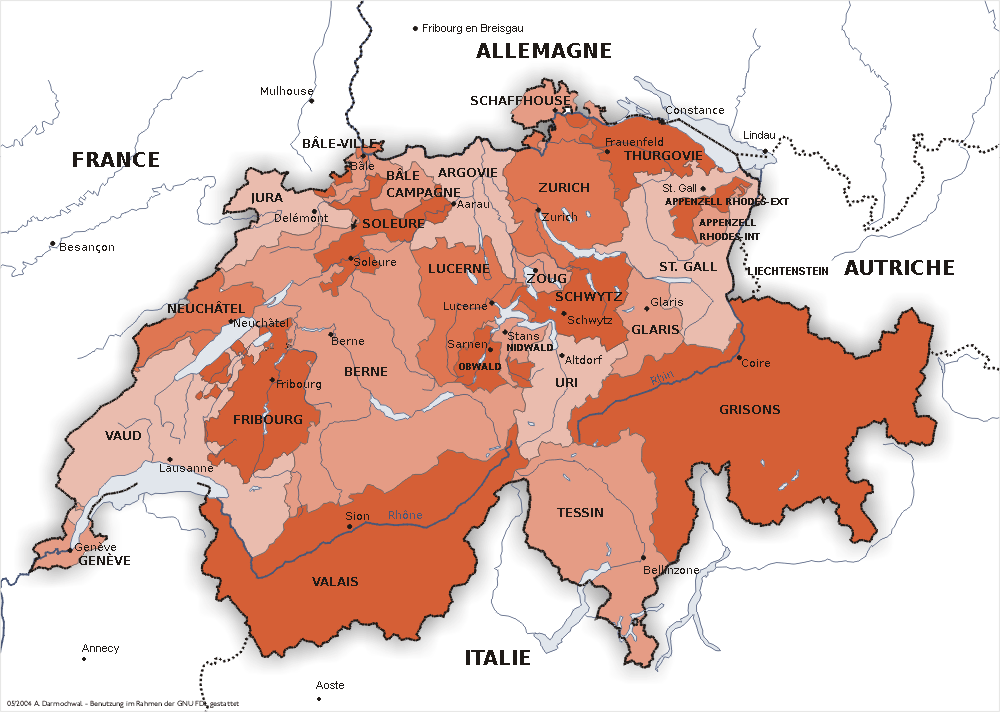
Carte de la Suisse, mettant en évidence son découpage cantonal et ses limites frontalières.

Les frontières de la Suisse sont les frontières internationales que partage la Suisse avec les États qui voisinent le territoire sur lequel elle exerce sa souveraineté. Au nombre de 5, elles s'étendent sur un total de 1 852 kilomètres, ce qui la place au 90e rang parmi les pays possédant les plus longues frontières terrestres internationales.

## Liste
| Pays frontalier | Longueur (km) | Cantons suisses concernés                                                 |
| --------------- | ------------- | ------------------------------------------------------------------------- |
| Allemagne       | +334,         | Argovie, Bâle-Campagne, Bâle-Ville, Schaffhouse, Thurgovie, Zurich        |
| Autriche        | +164,         | Grisons, Saint-Gall                                                       |
| France          | +573,         | Bâle-Campagne, Bâle-Ville, Genève, Jura, Neuchâtel, Soleure, Valais, Vaud |
| Liechtenstein   | +041,         | Grisons, Saint-Gall                                                       |
| Italie          | +740,         | Grisons, Tessin, Valais                                                   |